# Cerzeto
Cerzeto – miejscowość i gmina we Włoszech, w regionie Kalabria, w prowincji Cosenza.
Według danych na rok 2004 gminę zamieszkiwało 1467 osób, 69,9 os./km².